# Phare de Minot's Ledge
Le phare de Minot's Ledge (en anglais : Minot's Ledge Light) est un phare actif situé sur Minots Ledge (en), un récif du port de Cohasset dans le Comté de Norfolk (État du Massachusetts).
Il est inscrit au Registre national des lieux historiques depuis le 15 juin 1987.

## Histoire
Le récif de Minots Ledge se situe à environ 1,5 km des villes de Cohasset et de Scituate, au sud-est de Boston.

### Le premier phare

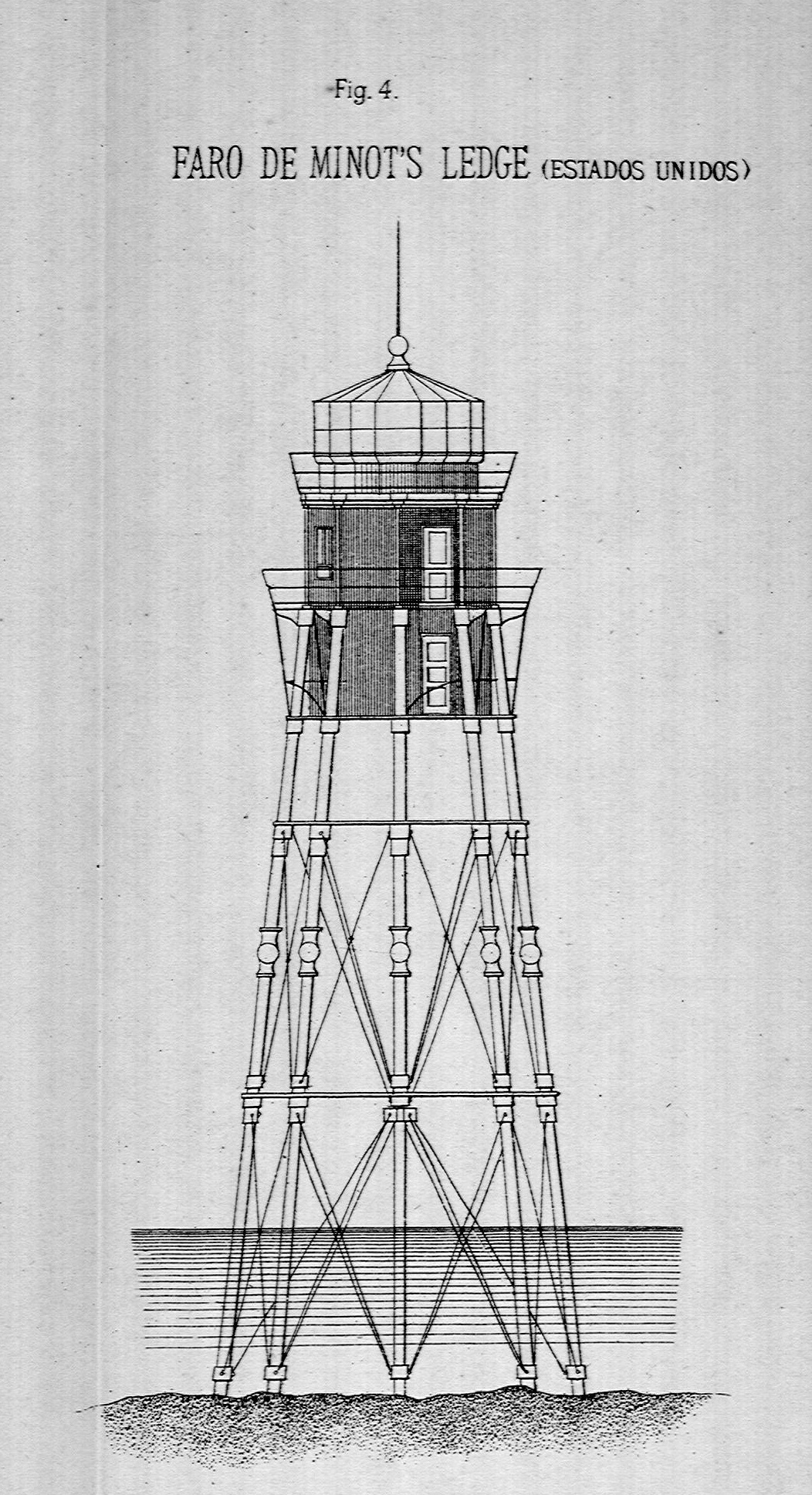
Le premier phare (1850)

En 1843, l'inspecteur de phare I.W.P. Lewis rédigea un rapport sur Minots Ledge, montrant que plus de 40 navires avaient été perdus après avoir heurté le récif de 1832 à 1841, entraînant de lourdes pertes en vies humaines et des dommages matériels. L'incident le plus dramatique fut le naufrage d'un navire St John en octobre 1849 avec quatre-vingt-dix-neuf immigrants irlandais, qui se noyèrent tous à la vue de leur nouvelle patrie. Il avait été initialement proposé de construire un phare semblable au phare d'Eddystone, de l'ingénieur John Smeaton, situé au large de la côte sud-ouest de l' Angleterre. Cependant, le capitaine William H. Swift, chargé de la planification de la tour, pensait qu'il était impossible de construire une telle tour sur ce récif en grande partie submergé. Au lieu de cela, il plaida avec succès pour un phare à pile, une structure en forme d’araignée percée dans la roche.
Le premier phare de Minots Ledge a été construit entre 1847 et 1850 et a été mis en service le 1er janvier 1850. Une nuit d'avril 1851, le phare a été frappé par une tempête majeure qui a causé des dégâts dans toute la région de Boston. Le lendemain, seuls quelques pieux courbés ont été trouvés sur le rocher. Deux assistants gardiens sont décédés alors qu'ils gardaient le phare.

### Le phare actuel
Jusqu'en 1863, la conception et la construction des phares relevaient du United States Army Corps of Topographical Engineers (en). Il en résulta une rivalité avec le Corps du génie de l'armée des États-Unis, établi de longue date, qui construisait des fortifications et avait la responsabilité, comme il le fait aujourd'hui, d'améliorer les voies navigables. L'ingénieur en chef du corps des ingénieurs de l'US Army, Joseph Gilbert Totten, a personnellement pris en charge le projet de conception et de construction d'un phare permanent sur le récif.
La conception de Totten était aussi simple qu'efficace. Avec une vaste expérience dans la construction de fortifications, Totten a pleinement apprécié la permanence et la force des constructions en granit. Il a conçu le phare de manière que les fondations du phare soient une solide base en granit pesant des milliers de tonnes. Pour attacher le phare au récif, il avait plusieurs pieux massifs en fer mis en place afin que le phare soit littéralement accroché au récif par son propre poids. Les travaux sur le récif ne pouvaient avoir lieu que dans des conditions météorologiques où il était à marée basse avec une mer calme. La construction a donc pris des années.
Les travaux du phare actuel ont débuté en 1855 et ont été achevés et mis en service le 15 novembre 1860. Avec un coût final de 300.000 $, il s'agissait du phare le plus cher jamais construit aux États-Unis. Le phare est construit de gros et lourds blocs de granit à queue d'aronde, qui ont été coupés et habillés à terre à Quincy et emmenés par bateau sur le chantier. Le phare était équipé d'une lentille de Fresnel de troisième ordre.
Le signal lumineux, un cycle de clignotement de 1, 4 et 3 éclats adopté en 1894, est appelé localement "I LOVE YOU" (1-4-3, un entier naturel étant le nombre de lettres de cette phrase), et il est souvent cité en tant que tel par couples romantiques dans sa gamme.

### Informations historiques de l'US Coast Guard
Minots Ledge est l’un des nombreux groupes d’affleurements rocheux au large des côtes de Cohasset et de Scituate et a été le théâtre de nombreux naufrages. Entre 1832 et 1841, il y eut 40 épaves sur ce récif et les récifs voisins. Entre 1817 et 1847, on estima que 40 personnes et 364.000 dollars de biens avaient été perdus dans des épaves de navires aux environs de Minots Ledge, au large de Cohasset, dans le Massachusetts.
En 1843, l'inspecteur I.W.P. Lewis, du service des phares, soulignait le besoin urgent d'un phare sur Minots Ledge. Son jugement a été confirmé par le capitaine William H. Swift, du bureau topographique des États-Unis, qui avait recommandé un phare à piles de fer offrant moins de résistance aux vagues qu'une tour de pierre.
Le récif avait à peine 6,1 m de large et était découvert à marée basse durant 2 à 3 heures par jour. Au printemps 1847, la construction d'une structure légère en fer ajouré de 23 m commença sur ce rocher étroit. Les hommes ne pouvaient travailler que par temps très calme, lorsque la marée était à son plus bas. Les travaux ont été effectués à partir d'une goélette qui est restée près du récif avec les ouvriers dormant à bord. Si une tempête menaçait, la goélette revenait dans le port de Cohasset jusqu'à la fin de la tempête.
Neuf trous ont été forés dans la roche, chacun d'une largeur de 300 mm et d'une profondeur de 1,50 m. Huit ont été placés dans un cercle de 7,6 m de diamètre, avec le neuvième au centre. Des pieux de fer de 250 mm de diamètre ont ensuite été collés dans chaque trou. Au forage, quatre hommes travaillaient par tranches de 20 minutes à partir d’un support triangulaire reposant sur de lourds espars, qui soutenaient une plate-forme très au-dessus du récif sur lequel étaient installés les équipements de forage.
Tous les matériaux ont été balayés du rocher par deux tempêtes différentes au cours de l'été 1847. Des ouvriers ont été envoyés plusieurs fois dans la mer, mais aucun n'a été noyé. Les travaux devaient être arrêtés pour l'hiver d'octobre 1847 et repris au printemps de 1848, mais en septembre de la même année, les neuf trous avaient été forés et les neuf pieux de fer placés. Les pieux extérieurs sont orientés vers le centre sur une circonférence de 4,3 m, à 12 m au-dessus de la surface inégale du récif. Celles-ci étaient maintenues horizontalement par des tiges de fer à intervalles de 5,8 m. Les étais prévus pour renforcer la partie inférieure de la tour ont été omis sur la théorie selon laquelle ils diminueraient plutôt que d'accroître la sécurité globale de l'édifice. Cependant, c’est là que ces attelles étaient prévues, et que la structure s’est cassée plus tard.
Un coffrage en fonte, pesant 5 tonnes était fixe au sommet de cet empilage. Les quartiers du gardien ont été érigés au-dessus. Enfin, une salle de lanterne à 16 côtés tout en haut abritait une lentille de Fresnel, avec 15 réflecteurs. La lumière, une balise fixe avec un arc de 210°, a été allumée pour la première fois le 1er janvier 1850.
Le premier gardien, Isaac Dunham, était convaincu que la structure légère n’était pas sûre et a écrit à Washington pour demander son renfort. En l'absence de décision, il démissionne le 7 octobre 1850. Le capitaine John W. Bennett, qui lui succède, se moque ouvertement des craintes de son prédécesseur. Il a embauché de nouveaux assistants, notamment un Anglais nommé Joseph Wilson et un Portugais nommé Joseph Antoine. Deux gardiens restaient au phare en tout temps.
Les renforts de la structure montraient rapidement des signes de tension et devaient constamment être enlevés, emmenés sur le continent, puis renforcés et redressés. Quelques semaines après sa prise de charge, une terrible tempête a changé l'avis de Bennett qui a officiellement signalé la tour en danger. Un comité, chargé d'enquêter, est arrivé alors que la mer était parfaitement calme et est rentré à Boston, décidant que rien ne devrait être fait.
Le 16 mars 1851, au cours d'une autre tempête terrible, les gardiens décidèrent que la salle de la lanterne était dangereuse et se réfugièrent dans le magasin où ils se mirent à se recroqueviller pendant quatre jours et quatre nuits, ne montant que de temps en temps à la lanterne pour réparer les dégâts causés par la tempête. Les violents mouvements de tangage et de balancement de la tour les ont presque fait tomber des barreaux de l'échelle, quand ils l'empruntaient. Une période relativement calme a suivi au cours de laquelle les attelles ont été resserrées.
Puis le vent d'est a commencé à souffler autour du 8 avril 1851. Trois jours plus tard, Bennett partit pour le continent. C'était la dernière fois qu'il vit ses deux assistants en vie. Lorsqu'il tenta de revenir le lendemain, une mer trop lourde coulait à Minots Ledge pour permettre sa tentative. La tempête s'intensifia et, le 16, causait des dégâts considérables à terre. À Minots Ledge, les deux assistants ont gardé la cloche de brouillard et les lampes allumées, mais peu avant 16 heures, ils ont lancé une bouteille contenant un message destiné au monde extérieur, au cas où ils ne survivraient pas. La marée haute à minuit a envoyé vague après vague à travers le cadre supérieur de la structure affaiblie. Ce qui s'est réellement passé alors ne sera jamais connu. Probablement vers 23 heures, le support central s’est complètement détaché, laissant la tour de la lanterne de 30 tonnes située au sommet, tenue par l’empilement extérieur. Puis, le 17 avril 1851, peu avant une heure du matin, le grand phare s’est finalement penché dans la mer. Un par un, les huit pieux de fer se sont cassés jusqu'à ce qu'il ne reste que trois. Les gardiens, réalisant probablement que la fin était proche, ont commencé à frapper furieusement sur la cloche du phare. Cela a été entendu par les habitants. La tour étant penchée, les supports restants cèdent et la grande tour s'enfonce dans l'océan.
Le corps de Joseph Antoine a été retrouvé plus tard à Nantasket Beach (en). Joseph Wilson a réussi à atteindre Gull Rock, le prenant probablement pour le continent, ou il est apparemment mort d'épuisement.
Entre 1851 et 1860, Minots Ledge était gardé par un bateau-phare. Les plans pour un nouvel édifice en pierre ont été élaborés entre-temps pour le tableau des phares par le brigadier général Joseph G. Totten. Le même endroit a été choisi et Barton Stone Alexander, des Ingénieurs des États-Unis, a commencé les travaux de construction en avril 1855.
Le récif a dû être coupé pour recevoir les pierres de fondation et aucun cofferdam ordinaire n’était disponible. En juin, les vieilles fondations de la première tour ont été enlevées. Pendant ce temps, le granit a été coupé et assemblé sur l’île du Gouvernement à Cohasset, où se trouve la maison du gardien de phare. Sept blocs de granit devaient constituer la fondation. Des puits métalliques permanents, d’une hauteur de 6,1 m, ont été installés dans huit des trous dans lesquels l’ancien phare avait été construit, tandis que le trou central était laissé ouvert, afin de former une cavité pour le cercle de base. Plus tard, un puits pour l’eau potable a été construit à partir de cette cavité au milieu de la nouvelle tour.
La structure ancienne a disparu lors d'une violente tempête le 19 janvier 1857, lorsque le voilier New Empire, qui a ensuite atterri à White Head, a percuté la tour provisoire et a démoli l'échafaudage en fer. Donc, au printemps de 1857, le travail a dû être recommencé.
La première pierre a finalement été posée le 9 juillet 1857. Des cofferdams temporaires ont été construits en sacs de sable afin que les blocs de fondation posés à plus de 0,61 m de la surface de la marée la plus basse puissent être collés à la paroi rocheuse du récif. Un cerclage de fer entre les couches a maintenu les pierres de 2 tonnes séparées pendant le durcissement du ciment.
Les crédits totaux de 330.000 dollars ont été entièrement dépensés, à l’exception d’un léger excédent, dans la construction. À la fin de 1859, le trente-deuxième parcours, à 19 m au-dessus de la marée basse, avait été atteint et 377 heures de travail effectif de l'équipage avaient été consommées. La dernière pierre a été posée le 29 juin 1860. L'ensemble de la structure en granit a donc pris cinq ans, mais il lui manque un jour. Le nouveau phare a été terminé à la mi-août 1860 et la lumière a été mise en service le 22 août 1860. Cependant, la lumière n'a pas été allumée régulièrement avant le 15 novembre 1860, lorsque Joshua Wheeler, le nouveau gardien, et deux assistants sont entrés en fonction.
La nouvelle tour de pierre a résisté à tous les orages qui ont suivi. Les ondes les plus fortes ne provoquent qu'une forte vibration. À certaines occasions, les mers ont balayé le sommet de la structure de 30 m sans plus de dommages que ceux causés par quelques fenêtres qui fuient ou par une lampe fissurée ou deux.
Le 1er mai 1894, une nouvelle lanterne clignotante est installée. La lumière a été rendue automatique en 1947. Aujourd'hui, sa lumière de 45.000 candelas, située à 26 mètres au-dessus de l'eau, peut être vue sur 24 kilomètres. Il a été mis en vente en 2009 en vertu de la National Historic Lighthouse Preservation Act (en).

## Description
Le phare  est une tour cylindrique en granit, avec une galerie et une lanterne de 27 m de haut. La tour est non peinte et la lanterne est grise. Il émet, à une hauteur focale de 26 m, huit éclat blanc de 0.3 seconde par période de 45 secondes. Sa portée est de 10 milles nautiques (environ 19 km).
Il est aussi équipé d'une corne de brume radiocommandée émettant un blast par période de 10 secondes.
Identifiant : ARLHS : USA-502 ; USCG : 1-0440 - Amirauté : J0360 .
|          |
| Le phare |

|          |
| Le phare |

### Lien connexe
- Liste des phares du Massachusetts